# 檀和之
檀和之（？—456年），高平郡金鄉縣人。劉宋時期將領，父親是與宋武帝劉裕一同起事討伐桓玄的晉將檀憑之。檀和之曾參與討伐林邑，平定胡誕世之亂及元嘉北伐等戰事。

## 生平
檀和之早年曾任始興內史，元嘉二十年（443年）升任龍驤將軍、交州刺史。元嘉二十三年（446年），宋文帝以林邑雖歷次進貢但所獻陋薄，且亦屢侵交州邊境，遂命檀和之率領宗愨等人進攻林邑。檀和之派了其司馬蕭景憲為前鋒，而面對宋軍來攻，林邑國王范陽邁二世派使者上表宋廷，請求歸還昔日所擄的日南郡人民，以及進獻金銀珍寶。宋文帝於是在對檀和之的詔命中稱林邑王是誠心求和，令讓其歸順。二月，檀和之到達朱梧戍時派戶曹參軍姜仲基及前部賊曹參軍蟜弘民與傳詔使者畢願及高精奴出使林邑，但卻遭到林邑扣押，只讓蟜弘民回來覆命，雖然言辭上還是很誠懇歸附，不過對宋的防範就愈來愈高。檀和之就是發動進攻，派蕭景憲等進兵區粟城，先擊敗入援區粟的林邑兵，接著專心攻城，至五月始攻下，斬守將范扶龍，並奪取大量金銀財物。軍隊隨後乘勝繼進，直逼林邑首都，林邑王父子倉皇逃走，在城中又獲得了不少連名稱也不知道奇珍異寶。朝廷為嘉獎檀和之戰功，徵召了他入朝為黃門侍郎，領越騎校尉、行建武將軍。
元嘉二十四年（447年），胡誕世等人在豫章作亂，攻破郡縣並殺害守宰，檀和之當時正途經豫章，於是率兵平定。檀和之到建康後，宋文帝以此及進攻林邑的功勳封其為雲杜縣子，享食邑四百戶。後轉太子左衛率。元嘉二十七年（450年），檀和之轉任鎮軍將軍、徐兗二州刺史、武陵王劉駿的鎮軍司馬、輔國將軍，彭城郡太守。同年，宋文帝發動北伐，但為北魏反攻並兵臨長江北岸的瓜步；翌年退北魏軍時路過彭城，時彭城由江夏王劉義恭鎮守，但因畏懼魏軍而不敢進擊，只待魏軍過後才因文帝命令送達而派檀和之兵向蕭城以作追擊，然而魏軍已知情報，先一步殺掉廣陵俘虜輕兵北走，檀和之無功而返。
元嘉三十年（453年），太子劉劭弒父即位，以檀和之為西中郎將、雍州刺史。同年劉駿起兵討伐，加檀和之輔國將軍，統豫州戍事，檀和之於是南歸劉駿。劉駿即位後，以其為右衛將軍。孝建二年（455年）四月原以其為輔國將軍，豫州刺史，但檀和之不出，遂復任右衛將軍，加散騎常侍；同年八月，檀和之遷南兗州刺史。不過，檀和之任內就因為酒醉及黷貨，以及從獄中選取女子納入府中等事而被免官並被禁錮不仕，當年就去世了，朝廷追贈左將軍，諡為襄子。